# Dita Charanzová
Dita Charanzová (30 de abril de 1975) es una política y diplomática checa que ha servido como vicepresidente del Parlamento Europeo desde 2019 y como eurodiputada para el partido ANO 2011 desde 2014. Ha sido vicepresidente del Partido de la Alianza de los Liberales y Demócratas por Europa desde 2018.